# San Lorenzo in Piscibus (diaconia)
La diaconia di San Lorenzo in Piscibus (in latino: Diaconia Sancti Laurentii in Piscibus) è stata eretta da papa Benedetto XVI con la bolla Purpuratis Patribus del 24 novembre 2007.
La chiesa su cui insiste la diaconia è una rettoria che si trova nella parrocchia di Santa Maria in Traspontina nel XVII municipio di Roma.
Dal 15 marzo 2024 la diaconia è vacante.

## Titolari
- Paul Josef Cordes (24 novembre 2007 - 19 maggio 2018); titolo pro hac vice (19 maggio 2018 - 15 marzo 2024 deceduto)